# Stefan Żeromski

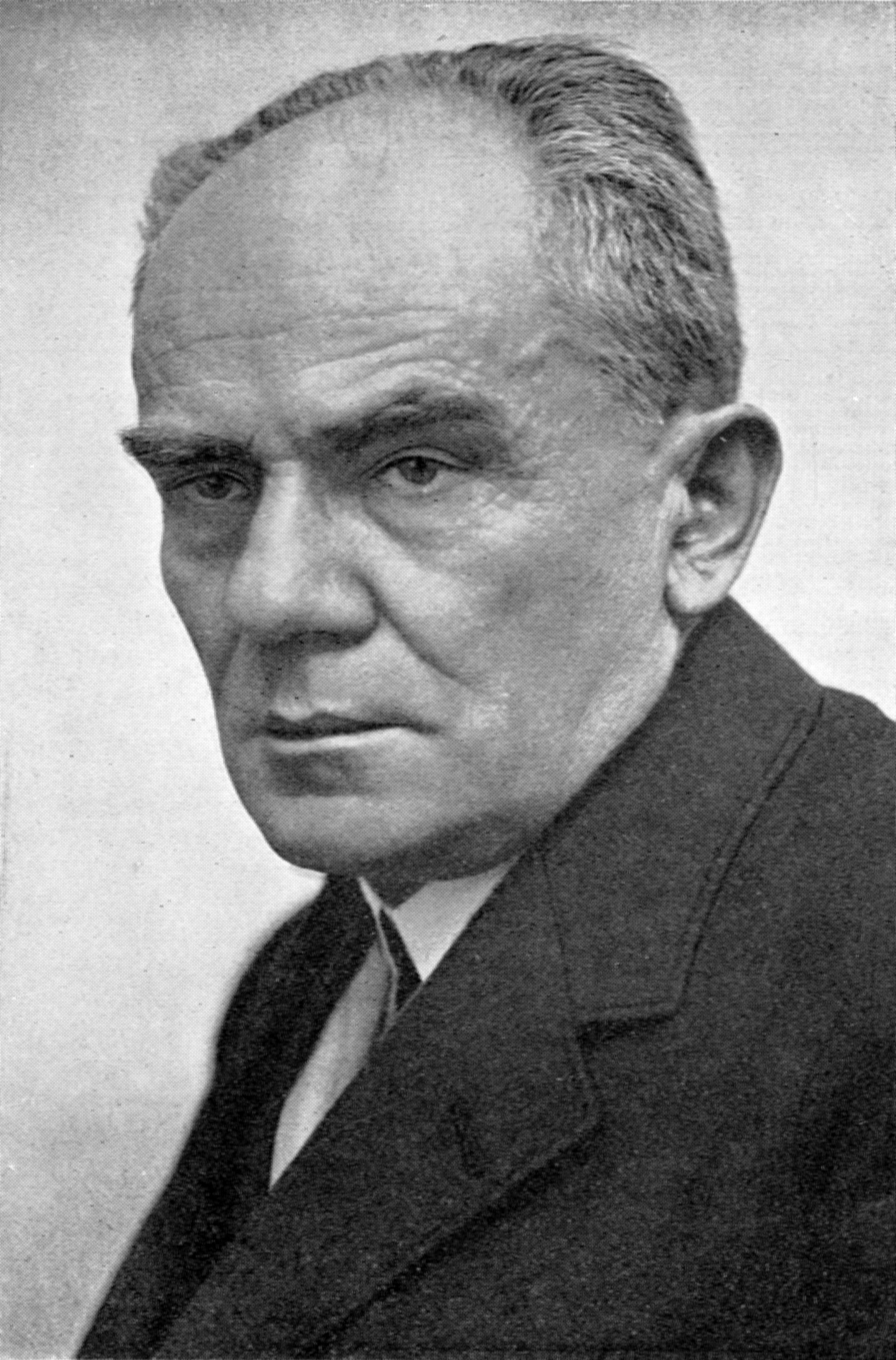
Stefan Żeromski în 1924

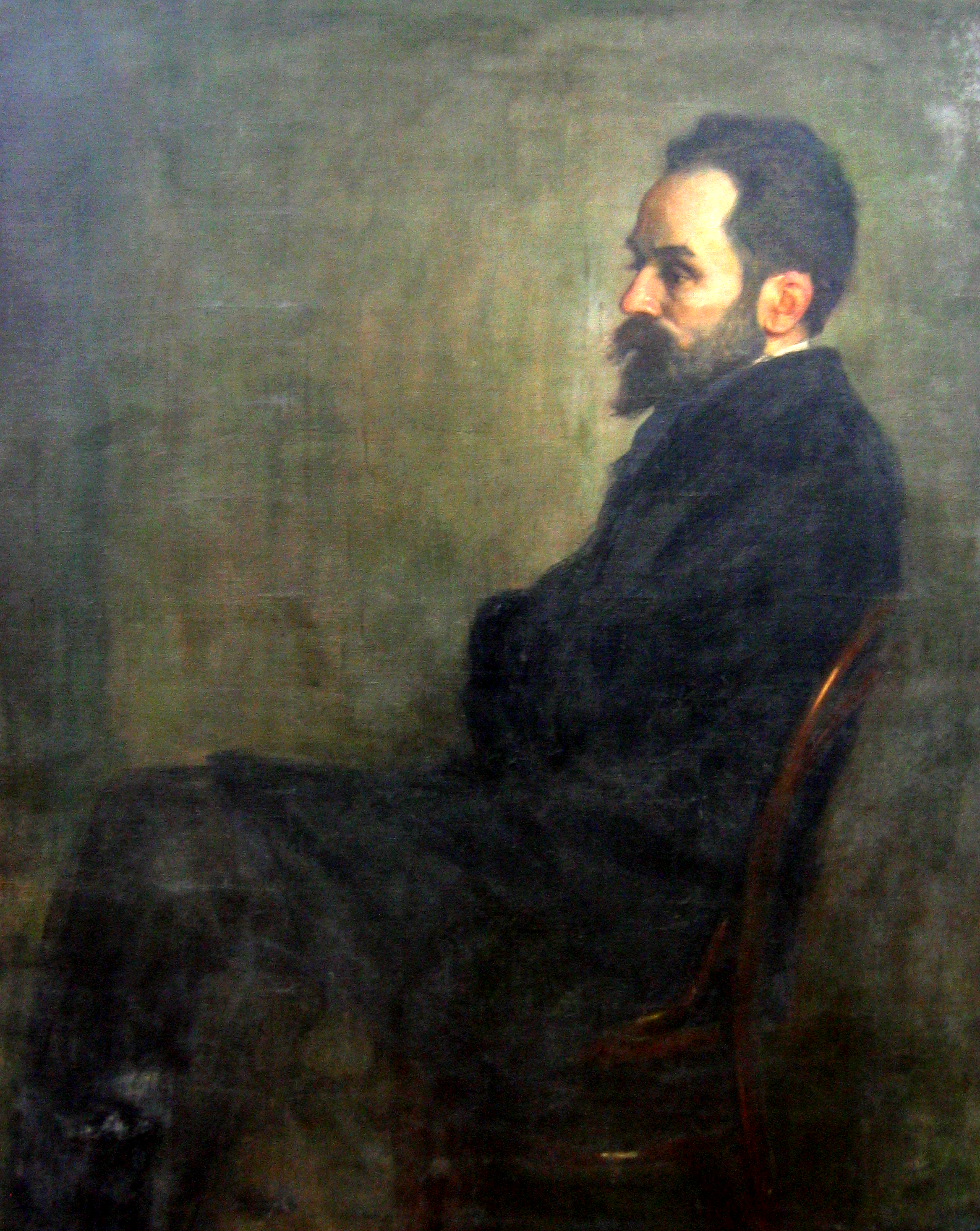
Stefan Żeromski - pictură de Eligiusz Niewiadomski, 1900

Stefan Żeromski (n. 14 octombrie 1864, Kelțî, Polonia – d. 20 noiembrie 1925, Varșovia, Polonia) a fost un romancier și dramaturg polonez.
A scris romanul Oameni fără adăpost cunoscut și ca Doctorul Judym sau nuvele ca Ecourile pădurii, Soldatul rătăcitor, Amurg, Uitare, Ne sfîrtecă corbii și ciorile.
A fost nominalizat de patru ori la Premiul Nobel pentru Literatură.
Stanisława Przybyszewska a considerat că Stefan Żeromski a avut un talent uriaș pe care însă nu l-a dezvoltat.

## Lucrări
- 1895 Ne sfîrtecă corbii și ciorile (Rozdziobią nas kruki, wrony) –  povestiri
- 1895 Doktor Piotr
- 1897 Syzyfowe prace
- 1899 Ludzie bezdomni – Oameni fără adăpost sau Doctorul Judym
- 1902 Cenușa sau Cenușă (Popioły) – roman
- 1905 Ecourile pădurii (Echa leśne) – povestiri
- 1908 Fascinația păcatului (Dzieje grzechu)
- 1908 Duma o hetmanie
- 1909 Róża
- 1910 Sułkowski
- 1912 Uroda życia
- 1912 Wierna rzeka
- 1916-1919 Walka z szatanem – trilogie
- 1922 Wiatr od morza
- 1924 Uciekła mi przepióreczka
- 1925 Przedwiośnie

- Dzienniki – publicat postum între 1953-1956

## Ecranizări
Câteva din romanele sale au fost ecranizate:
- 1965 Cenușa (Popioły), regia Andrzej Wajda
- 1975 Dr. Judym (Doktor Judym), regia Włodzimierz Haupe
- 1975 Fascinația păcatului (Dzieje grzechu), regia Walerian Borowczyk
- 2001 Przedwiośnie (Przedwiośnie - The Spring to Come), regia Filip Bajon

## Legături externe
Materiale media legate de Stefan Żeromski la Wikimedia Commons
- Lucrări de Stefan Żeromski la Proiectul Gutenberg
- Opere de sau despre Stefan Żeromski la Internet Archive
- Stefan Żeromski at culture.pl